# Índia do Norte

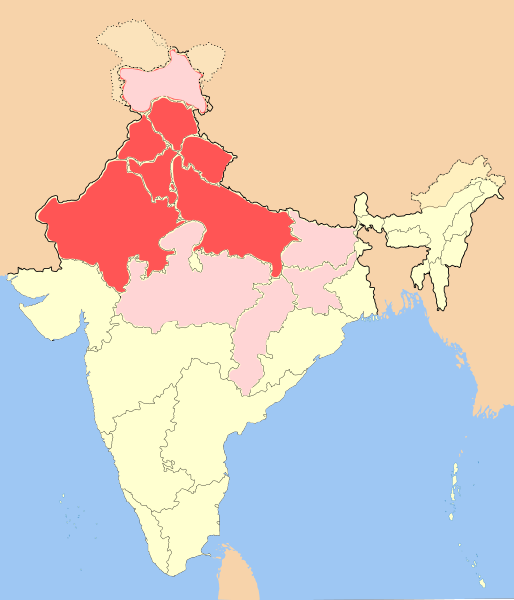
As regiões normalmente consideradas como integrando a "Índia do Norte"

Designa-se como Índia do Norte, com o nome local Uttar Bhārat (Devanagari: उत्तर भारत, Nastaleeq: اُتر بھارت) ou Shumālī Hindustān (Devanagari: शुमाली हिन्दुस्तान, Nastaleeq: شُمالی ھندوستان), uma região de contornos não formalizados na região setentrional da Índia. O termo preciso varia com o uso e contexto, sendo as características geográficas dominantes a Planície Indo-Gangética e o Himalaia, que separam a região do Tibete e da Ásia Central. A Índia do Norte tem sido o centro histórico dos impérios Máuria, Gupta, Mogol, Maratha, Sikh e Britânico Indiano. Tem uma cultura muito diversa e inclui centros de peregrinação hindus como Char Dham, Haridwar, Mathura, Prayagraj e Varanasi, o budista Templo Mahabodhi, o Templo Dourado do Sikhismo e o destino islâmico de peregrinação de Ajmer, e locais classificados como património mundial como o Vale das Flores, Khajuraho, Grutas de Bhimbetka, Qutb Minar e o Taj Mahal.
Normalmente são considerados como integrando a Índia do Norte os estados de Jammu e Caxemira, Himachal Pradesh, Uttarakhand, Haryana, Punjab, Rajastão, Uttar Pradesh, Bihar, Jharkhand, Chhattisgarh e Madhya Pradesh. A sua população totalizava mais de 504 milhões de habitantes em 2011.
As línguas indo-arianas predominam na Índia do Norte. Isto inclui o chamado Cinturão Hindi, onde o hindi e restantes línguas associadas predominam. Antes da Partição da Índia, também eram incluídas as províncias paquistanesas de Sindh e Punjab, e a parte oriental da Província da Fronteira Noroeste até ao vale de Peshawar onde se falam dialetos da língua punjabe e língua hindko. Assim excluem-se vários dos sete estados da Índia do Nordeste (exceto Assam e Sikkim).